# Rumunia na Zimowych Igrzyskach Paraolimpijskich 2010
Rumunię na Zimowych Igrzyskach Paraolimpijskich 2010 reprezentowała jedna zawodniczka, startująca w narciarstwie alpejskim.

## Kadra

### Narciarstwo alpejskie
- Laura Valeanu - osoby stojące